# Kinétine
La kinétine (C10H9N5O) est un composé de synthèse analogue aux cytokinines, qui régule la croissance cellulaire chez les plantes.
La kinétine (6-furfuryl aminopurine) a été isolée dans des extraits de levure en 1974 (cytokinines). Elle stimule l’élongation cellulaire et l’organogenèse.